# Propaganda v Sovětském svazu
Sovětská propaganda je označení pro propagandu v Sovětském svazu (SSSR, 1922–1991), propagování ideologie marxismu-leninismu, politiky Komunistické strany Sovětského svazu a „prvního socialistického státu“ a velmoci jako hospodářského, společenského a kulturního vzoru.
V sovětské terminologii byla spojena s pojmem agitprop, zkratkové slovo pro agitace, která byla zaměřena na propagaci komunismu, a propagace, která byla zaměřena dovnitř komunistické strany. Zahraniční působení propagandy nabylo významu po druhé světové válce díky pozici SSSR jako předního vítěze a získání pozice supervelmoci.
Ve společnosti se všudypřítomnou sovětskou cenzurou byla propaganda velmi efektivní. Pronikla dokonce do sociálních a přírodních věd, čímž dala vzniknout rozličným pseudovědeckým teoriím, například lysenkismu, zatímco některé skutečné vědecké obory, například genetika, kybernetika a srovnávací lingvistika, byly zavržené a zakázané jako buržoazní pavědy. Pravda byla potlačována, zatímco nepravdy byly neustále omílány v tisku, na nekonečných schůzích a shromážděních, ve školách, na masových demonstracích a v rádiu.
Hlavní sovětská organizace cenzury Glavlit zaměstnávala sedmdesát tisíc pracovníků na plný úvazek. Úkolem bylo eliminovat jakékoliv nechtěné tištěné materiály, ale také zajistit, že každá publikovaná věc bude mít ten správný ideologický nádech. Kdo si dovolil říci něco proti straně, na toho čekalo vězení.
Robert Conquest řekl, že všechen tento bezprecedentní teror se zdál být nutný k ideologicky motivovaným pokusům o masovou a rychlou přeměnu společnosti proti jejím přirozeným možnostem. Doprovodné falzifikace se děly ve všech sférách společnosti. Reálná fakta a statistiky byly nedostupné. Historie včetně historie Komunistické strany, nebo spíše obzvláště historie Komunistické strany, byla přepsána. Někteří lidé byli naprosto vymazáni z oficiálních záznamů. Když na konci 80. let 20. století pravda vyplula na povrch, bylo přiznáno, že do mysli sovětské populace byla vnucena nová minulost a také nová přítomnost.
Mnozí investigativní novináři zastávají názor, že na instituce propagandy v Sovětském svazu plynule navázaly instituce dosud praktikované Ruské propagandy. Mezi její hlavní cíle patří země bývalého SSSR, dosud však byla zaznamenána ve 40 jazycích ve 160 státech světa. Na Sovětské Rusko se ve svých materiálech dobrovolně odkazuje. a šířením selektovaných informací se snaží novodobé panslavické hnutí za obnovení pevné vlády kolem Ruska.